# 戸川鏜太郎
戸川 鏜太郎 （とがわ とうたろう、生没年不詳）は、江戸時代末期（幕末）の幕臣（旗本）の嫡男・部屋住。通称は中務少輔。
戸川安清の子として生まれたが、部屋住のまま父に先立ち早世した。やむなく父・安清は鏜太郎の子の八百次郎を養子とし、中島戸川家6代目を継がせた。